# Igor Sid
 (janvier 2021).
La mise en forme du texte ne suit pas les recommandations de Wikipédia : il faut le « wikifier ».
Les points d'amélioration suivants sont les cas les plus fréquents. Le détail des points à revoir est peut-être précisé sur la page de discussion.
- Les titres sont pré-formatés par le logiciel. Ils ne sont ni en capitales, ni en gras.
- Le texte ne doit pas être écrit en capitales (les noms de famille non plus), ni en gras, ni en italique, ni en « petit »…
- Le gras n'est utilisé que pour surligner le titre de l'article dans l'introduction, une seule fois.
- L'italique est rarement utilisé : mots en langue étrangère, titres d'œuvres, noms de bateaux, etc.
- Les citations ne sont pas en italique mais en corps de texte normal. Elles sont entourées par des guillemets français : « et ».
- Les listes à puces sont à éviter, des paragraphes rédigés étant largement préférés. Les tableaux sont à réserver à la présentation de données structurées (résultats, etc.).
- Les appels de note de bas de page (petits chiffres en exposant, introduits par l'outil «  Source ») sont à placer entre la fin de phrase et le point final[comme ça].
- Les liens internes (vers d'autres articles de Wikipédia) sont à choisir avec parcimonie. Créez des liens vers des articles approfondissant le sujet. Les termes génériques sans rapport avec le sujet sont à éviter, ainsi que les répétitions de liens vers un même terme.
- Les liens externes sont à placer uniquement dans une section « Liens externes », à la fin de l'article. Ces liens sont à choisir avec parcimonie suivant les règles définies. Si un lien sert de source à l'article, son insertion dans le texte est à faire par les notes de bas de page.
- La présentation des références doit suivre les conventions bibliographiques. Il est recommandé d'utiliser les modèles {{Ouvrage}}, {{Chapitre}}, {{Article}}, {{Lien web}} et/ou {{Bibliographie}}. Le mode d'édition visuel peut mettre en forme automatiquement les références.
- Insérer une infobox (cadre d'informations à droite) n'est pas obligatoire pour parachever la mise en page.

Pour une aide détaillée, merci de consulter Aide:Wikification.
Si vous pensez que ces points ont été résolus, vous pouvez retirer ce bandeau et améliorer la mise en forme d'un autre article.
 (février 2024).
 (décembre 2019).
 (décembre 2019).
Le contenu est difficilement compréhensible vu les erreurs de traduction, qui sont peut-être dues à l'utilisation d'un logiciel de traduction automatique.
Igor Olegovitch Sidorenko, dit Igor Sid (en russe : Игорь Олегович Сидоренко, Игорь Сид), né le 5 janvier 1963 à Djankoï en Crimée, est un poète, essayiste, anthropologue, organisateur de projets culturels et scientifiques internationaux. Il est le théoricien et créateur du Club géopoétique de Crimée à Moscou dont il est aussi le directeur scientifique depuis 1996.
L'initiateur du projet de vulgarisation scientifique international (et le compilateur) du Dictionnaire de la culture du XXIe siècle, dont le premier volume, avec la participation des chercheurs, experts et écrivains de 40 pays d'Europe, d'Afrique, d'Amérique, d'Asie, a été déclaré livre lauréat de l'année 2022 par Nezavissimaïa Gazeta.

## Biographie
Il est né le 5 janvier 1963 au Djankoï, Crimée, en URSS. Biologiste de profession première, il a participé à des expéditions scientifiques en Égypte, Guinée, Madagascar, Namibie, Seychelles, Afrique du Sud, Yémen et aux autres pays d'Afrique et d'Asie, et près des côtes de l'Antarctique. Plus tard, il a travaillé comme commissaire de projets artistiques, rédacteur de revues intellectuelles et de sites web, guide touristique partout à Madagascar. Il est le fondateur et chef du Forum du Bospor et de plusieurs autres projets culturels.
En 1985, il est diplômé de la Faculté de biologie de l'Université d'État de Dniepropetrovsk.
En 1986, il est diplômé des cours des hydronautes-chercheurs (pilotes de bathyscaphe) au Bureau de conception expérimentale de la recherche sous-marine de Sébastopol.
En 1988, avec un traducteur Andreï Chirokov, il a organisé à Kertch une lutte pour fermer la Centrale nucléaire de Crimée. Il a créé et dirigé avec A. Chirokov la branche de Kertch de l'Association de Crimée Écologie et Paix, où il a travaillé activement jusqu'à l'adoption du décret sur le reprofilage de la station (1989).
En 1985-1991 — employé d'expéditions biologiques en Afrique et en Asie.
En juin 1992, avec Mikhaïl Laptev et Andreï Poliakov, il a fondé le groupe de poésie Crimée-Moscou "Полуостров" ("Péninsule"), qui comprenait plus tard Maria Maximova et Nikolaï Zvyagintsev.
Depuis 1993 à nos jours, créateur et modérateur du Forum du Bospor de la culture contemporaine, journaliste du journal moscovite "Гуманитарный фонд".
De 1995 à nos jours, créateur et modérateur du Club géopoétique de Crimée à Moscou (Крымский геопоэтический клуб), dans le cadre duquel il a organisé environ 300 manifestations culturelles diverses en Russie et en Ukraine. Rédacteur du projet Internet Liter.net, chroniqueur pour la culture du journal "Лига Наций" (Société des Nations), Igor est organisateur de soirées et d'événements littéraires, notamment du festival littéraire russo-ukrainien à Moscou "Южный Акцент" (Accent sud, 1999).
De 2000 à nos jours, il a été initiateur, organisateur et participant dans de nombreux projets médiatiques et culturels consacrés aux enjeux de la coopération russo-africaine et afro-ukrainienne.
De 2003 à 2006, il a collaboré en tant qu'éditeur et auteur avec le magazine Co-Communication (une annexe au magazine Expert consacré aux problèmes des technologies politiques, de la marque, des relations publiques et d'autres technologies humanitaires), où il a publié des articles et des interviews sur les nouvelles langues dans la culture, sur l'influence de l'art sur la vie politique de la Russie et du monde moderne, sur les fonctions des états de conscience altérés, et sur l'évolution du phénomène des voyages.
Membre du PEN Club russe depuis 2006.
En 2008, il vivait en Ukraine, où il dirigeait la rédaction de Dniepropetrovsk du journal entièrement ukrainien 24 et était co-organisateur, avec Oles Doniy, du festival de poésie ukraino-russe-biélorusse Barricade on Tuzla.
Depuis 2009 à nouveau à Moscou. Il poursuit ses activités, notamment dans le nouveau cycle littéraire «La phénoménologie du nom» (avec Igor Levchine et Ekaterina Dais ).
Depuis 2010, en coopération avec le Centre commémoratif des écrivains Daur Zantaria (Soukhoumi) et avec le soutien du ministère de la Culture de la Russie, il est impliqué dans des projets culturels russo-abkhazes. En particulier, en mai 2011, des événements littéraires et de discussion de la «Saison culturelle de la Russie-Abkhazie» et du premier festival international de projets culturels «Akua-fest» (y compris les premières études scientifiques littéraires et culturelles des lectures de Zantariyev) ont eu lieu, avec la participation d'auteurs d'Abkhazie, Russie, de l'Ukraine.
En 2011, il a repris les travaux du Forum du Bospor sur la culture contemporaine en Crimée. Les actions du 4e Forum du Bospor ont eu lieu les 18-20 août 2011 à Kertch et le 25 août à Simferopol, avec la participation d'auteurs de Russie, d'Ukraine, du Canada et de Madagascar.
- Depuis 2014, coordinateur des programmes internationaux de l'Institut de traduction littéraire en Russie.

## Activités scientifiques
- Après plusieurs années d'expéditions scientifiques (1986-1991), Sid a renoncé à sa carrière de chercheur en biologie à la faveur de son travail d'écrivain et de superviseur de projets culturels. Mais plus tard il est retourné à la science en tant qu'anthropologue.
- Depuis 1995, Sid se consacre à la géopoétique et y a introduit une approche scientifique. Il a lancé et organisé les trois premières conférences scientifiques internationales sur la géopoétique (1996, 2009, 2018). La 3e Conférence sur la géopoétique a eu lieu à l'institut de philosophie de l'Académie des Sciences de Russie, avec des chercheurs de Russie, d'Australie, du Mali, de Serbie, de France, de Suisse, des États-Unis, etc. La conférence a été co-organisée par l'Université linguistique d'État de Moscou, Université de Nouvelle-Galles du Sud, l'Université de Lausanne (Suisse) et l'Université de Belgrade (Serbie).
- Sid étudie aussi des images bestiaires, c'est-à-dire animales, dans la culture mondiale (zoosophie). Outre sa participation aux conférences et débats scientifiques sur la zoosophie (y compris la conférence annuelle Res et Verba à l'Université d'État des sciences humaines de Russie, consacrée aux bestiaires de la culture mondiale), il organise chaque année à Moscou le Casting des Totems, où des écrivains et d'autres intellectuels de différents pays choisissent par vote de nouveaux symboles zoologiques nationaux ou régionaux pour leurs pays.
- En 2018, avec le philosophe et linguiste Vadim Rudnev, il devient l'initiateur du projet de vulgarisation scientifique international (et le compilateur) du Dictionnaire de la culture du XXIe siècle. Le premier volume, avec la participation des chercheurs, experts et écrivains de Russie, d'Ukraine, d'Argentine, d'Arménie, d'Australie, d'Égypte, des États-Unis, d'Inde, d'Irak, d'Israël, du Sénégal, de Suisse et de nombreux autres pays, a été publié en janvier 2022 par l'Institut de traduction (Russie) et a finalement été déclaré livre lauréat de l'année par Nezavissimaïa Gazeta. Le néologisme le plus humaniste du premier volume, selon Sid, est le terme « études de traducteur »[3] ou « métaphrastologie » (synonymes français et grecs du terme anglais Translator Studies, proposé par Andrew Chesterman)[4]. Un traducteur littéraire relie à son travail différentes nations, souvent même celles qui sont en désaccord les unes avec les autres ; il est un exemple idéal d’Homo sapiens, car il combine harmonieusement l’intérêt et l’amour pour une culture étrangère (xénophilie) avec un amour actif pour sa propre culture.

## Œuvres littéraires
À la première étape — du milieu des années 1970 au début des années 1980 — il écrit de la fiction, il est membre du Club des écrivains de science-fiction du Dniepropetrovsk depuis sa création (1975). Sa première publication d'une histoire de science-fiction a lieu en décembre 1975 dans un journal de la ville. La première publication pan-soviétique est une histoire fantastique dans le magazine littéraire Юность, (Jeunesse) n° 11, 1982. Plus tard, Sid a abandonné le genre de la fiction (et de la prose en général), et a surtout écrit des poèmes et des essais.

### Poésie
- Il écrit de la poésie depuis le début des années 1980. Ses premières publications poétiques ont été dans le journal moscovite Гуманитарный фонд. Par la suite Sid est publié dans des recueils, dont La Péninsule (1997), Cordon (2009), et dans les anthologies comme Les Strophes du siècle (1997), Samizdat du siècle (1998), Anthologie polaire (2010), dans des revues littéraires et sur des sites Web.
- Depuis la fin des années 2000, il fait ses débuts dans le domaine du vers libre. Son livre Коварные крымцы (Les Criméens insidieux, 2011, cycle de poèmes sur les compatriotes de l’auteur, les personnages intéressants de la péninsule de Crimée dans les années 1980–2010) est entré dans la liste finale du prix littéraire panrusse « Non-conformisme » (2012).
- Certains de ses poèmes ont été traduits en anglais, arménien, hindi, néerlandais, malais, roumain et ukrainien langues.

### Essais
- Depuis le milieu des années 1990, il écrit des essais, et publié, depuis 2000, dans la revue Co-Communication et la Revue russe un quelques essais d'une certaine notoriété ( Jester, sorcier, conseiller, rival, Nouveau Totem pour la Russie, Donetsk: amnistie pour les djinns, Snowden ou le scarabée dans la fourmilière, L'Avenir comme faute de frappe (farine d'une nouvelle anthropologie), etc. )
- Sa collection d’essais et d’articles scientifiques Геопоэтика (« Géopoétique », 2017) a été incluse dans la liste des 25 meilleurs livres de non-fiction de 2017 selon la «Независимая газета» («Journal Indépendant», Moscou).
- Certains de ses essais ont été traduits en japonais et en allemand.

### Traductions
- Sid a traduit la poésie et la prose ukrainiennes en russe, les livres des plus grands écrivains ukrainiens Iouri Androukhovytch et Serhiy Jadan ont été publiés pour la première fois à Moscou dans sa traduction d'Igor Sid. Ses traductions de poèmes des auteurs tunisiens Moez Majed et Walid Soliman ont été publiées dans le recueil La Coupe et l'échanson (Saint-Pétersbourg, L'orientalisme de Pétersbourg, 2017).

## Livres
(janvier 2020).
- Péninsule Collection du même groupe de poésie Crimée-Moscou. M.: ARGO-RISK, 1997. Participant.
- Samizdat siècle. Anthologie poétique. M.: Polyfact, 1997. Participant.
- Stances du siècle. Anthologie poétique. M.: Polyfact, 1998. Participant.
- Southern Accent: A Collection of Russian-Ukrainian Criticism . M.: 1999. — 44 p. Compilé par (avec A. Brazhkina)
- «CORDON (Trois Frontiers Poètes)» : S. Jadan , A. Polyakov, I. Sid. Collection poétique. M.: Art House Media, 2009. Compilé, concepteur, participant.
- Iouri Androukhovytch . Perversion. Un roman. / Per. avec ukrainien A. Brazhkina et I. Sid. — M .: Nouvelle revue littéraire, 2002.
- Serhiy Jadan. L'histoire de la culture au début du siècle . Collection poétique. / Per. d'ukrainien I. Sid. — M .: KOLONNA Publications, ARGO-RISK, 2003.
- Madagascar Journal d'un voyageur. Guide touristique. M.: Compass Guide, 2010. Rédacteur scientifique, consultant en chef du compilateur, auteur de chapitres individuels.
- Anthologie polaire. Auteurs modernes de langue russe sur l'Arctique, l'Antarctique et le Grand Nord. M.: Paulsen, 2010. Participant (essais, poèmes).
- Igor Sid. Criméens insidieuses (huit poèmes et demi). — Moscou: Club de Crimée, 2011. — 94   avec   Игорь Сид. —  (ISBN 978-5-458-23161-9) . L'auteur.
- Introduction à la Géopoétique. Anthologie. Moscou: Art House Media; Club de Crimée, 2013. — 368 p. Compilé par le participant (essai).
- Igor Sid . Géopoétique. Essais, articles, commentaires. Saint-Pétersbourg: Aletheia, 2017. — 430 p .: Ill.  (ISBN 978-5-906910-84-4) . L'auteur.
- Igor Sid. Géopoétique. Format expéditionnaire. M .: Art House Media, 2018. — 340 p.: Ill.  (ISBN 978-5-9908945-4-9) . L'auteur.

## Projets culturels
- En 1989, il a été invité au conseil d'experts sur la littérature du Fonds humanitaire de toute l'Union. A.S. Pouchkine, participe à des conférences et autres événements de la fondation, et en 1992 établit la branche de Crimée de la fondation.
- De 1993 à 1995, il organise trois fois en Crimée (à Kertch et ainsi qu'à Touzla ) festival «Bosporus Forum of Contemporary Culture» avec la participation de Vassili Axionov, Vladimir Voïnovitch, Ivan Jdanov, Nikolaï Zvyagintsev, Fazil Iskander, Timour Kibirov, Dimitri Kouzmine, Alexeï Parchikov, Andreï Poliakov, Lev Rubinstein, Evgueny Sabourov et d'autres écrivains russes célèbres.
- De 1995 à aujourd'hui — dans le cadre du Club de Crimée à Moscou, il a mené de nombreuses actions dans différents genres — des discussions et conférences culturelles aux lectures littéraires et festivals. Certaines de ces actions sont traditionnellement incluses dans des programmes culturels tels que la Biennale des poètes de Moscou et la Journée mondiale de la poésie l'UNESCO. Depuis lors, la plupart des projets culturels de Sid ont été unis par la marque du club de Crimée .
- Il fournit un soutien organisationnel et autre à d'autres projets culturels expérimentaux, tels que le festival de poésie Moscou-Pétersbourg «Genius loci» ( 1998), le festival de jazz «Golden Griffin» (1998), le festival de littérature métaréaliste «Carpathian Manticore» (2011), etc.
- Il était le conservateur du programme littéraire du festival "Moscou Non Officiel" et du programme de la communauté de Crimée du festival "Moscou-Territoire 2000" (1999), le programme culturel du premier Congrès panrusse des immigrants d'Ukraine (2001).
- De 2000 à nos jours — l'auteur et présentateur du cycle littéraire et de discussion "Zoosophie" à l' Institut d'écologie et d'évolution de l'Académie russe des sciences et du Centre éducatif du zoo de Moscou .
- En 2008, avec Oles Doni, il a organisé en Crimée (Simféropol, Kertch) et sur l'île de Touzla le festival de poésie ukraino-russe-biélorusse "Barricade on Tuzla" avec la participation de Severin Kvyatkovsky, l'Allemand Lukomnikov, Igor Liovchine, Sachko Lirnik, Andreï Rodionov, Anna Rouss, Sachko Ouchkalova.
- Depuis 2010, en coopération avec le Centre commémoratif des écrivains Daur Zantaria ( Soukhoumi ) et avec le soutien du ministère de la Culture de la Russie, il est impliqué dans des projets culturels russo-abkhazes. En mai 2011, des événements littéraires et de discussion de la saison culturelle Russie-Abkhazie et du premier festival international de projets culturels Akua-Fest (y compris les premières lectures scientifiques littéraires, culturelles et Zantariyev) ont eu lieu, dédiés à l'anniversaire de D. Zantaria. Des auteurs d'Abkhazie, de Russie et d'Ukraine y ont participé.
- En août 2011, à l'initiative d'un biologiste et entrepreneur de Kertch, Maxime Kabanov, il a repris les travaux du Forum du Bosphore sur la culture contemporaine en Crimée. Les actions du 4e Forum du Bosphore ont eu lieu les 18-20 août 2011 à Kertch et le 25 août à Simferopol, avec la participation d'auteurs de Russie, d'Ukraine, du Canada et de Madagascar. L'action principale du quatrième forum a été une table ronde sur «l' eschatologie appliquée» — «École de la survie de la culture moderne».
- En 2000, le Club de Crimée a été nommé pour le Small Booker Award (nomination Literary Project). Nomination — coordinatrice du projet de prix, éditeur Natalia Perova.

### Géopoétique
- En 1994-1996 dans ses rapports aux conférences historiques et politiques internationales du Centre de Crimée pour les sciences humaines, il a développé le concept de Géopoétique, alternative à celle avancée par le poète et penseur écossais Kenneth White, traitant la Géopoétique non pas comme une œuvre littéraire (création de textes sur les espaces géographiques ), mais comme une activité culturelle de projet visant à créer et à changer mythes territoriaux.
- En 1995, il a ouvert le Club Géopoétique de Crimée à Moscou — un club littéraire dont le travail touche constamment à des thèmes géographiques, géoculturels — y compris les aspects historiques, culturels et naturels-géographiques de la péninsule de Crimée.
- En 1996, il a tenu la première conférence internationale sur la géopoétique à Moscou avec la participation d'auteurs de Russie, d'Ukraine et du Royaume-Uni.
- En 2009, avec le soutien de la maison d' édition Art House Media, il a organisé à Moscou, avec Ekaterina Dais, la deuxième conférence internationale sur la Géopoétique avec la participation d'auteurs de Russie, d'Ukraine, d'Allemagne, d'Autriche et d'Éthiopie.
- En 2010, le premier recueil de Géopoétique a été publié à Berlin, dont les compilateurs et les auteurs se réfèrent dans leurs travaux, notamment aux activités du Club Géopoétique de Crimée et aux textes d'Igor Sid sur la Géopoétique. L'écrivain ukrainien Iouri Androukhovytch fait également référence à Sid dans ses publications sur la Géopoétique et le japonais slave Mitsuyoshi Numano (dans l'ouvrage "Y a-t-il de la littérature d'Europe centrale (Europe de l'Est)?" Une tentative de repenser la mentalité d'Europe centrale basée sur la littérature moderne », collection de Régions d'Europe centrale et orientale: Passé et Présent / éditeur. H. Tadayuki, F. Hiroshi. — Sapporo: Slavic Research Center, Université d'Hokkaido, 2007)
- En mai 2012, il a tenu à Moscou, dans la rédaction du Russian Journal, une table ronde stratégique intitulée «Voyage, texte, un projet artistique: la prise de territoire au 21e siècle» avec la participation de personnalités de la Géopoétique russe.
- En décembre 2012, le Club Géopoétique de Crimée et l'Institut Russe d'Anthropologie ont organisé une conférence scientifique intitulée Route Power: Travelling as a Subject of Historical, Cultural and Philosophical Analysis à la Russian State University for the Humanities in Moscow. Sid intervient à la conférence en tant que modérateur de la première section («Route Power») et en tant que conférencier.
- Fin décembre 2012 à Moscou (Moscou: «Art House Media», Club de Crimée, 2013. — 368 pp.) La première anthologie de textes Géopoétiques «L'introduction à la géopoétique» est publiée dans l'espace post-soviétique. Le compilateur de la collection est Igor Sid, et l'éditeur culturel Ekaterina Dais est l'éditeur scientifique. Parmi plus de 30 auteurs de l'anthologie, on compte Kenneth White (France), Vladimir Abashev, Andrey Baldin, Andrey Bitov, Evgeny Bunimovich, Mikhaïl Gasparov, Vasily Golovanov, Ekaterina Dais, Dimitry Zamyatin, Vladimir Kagansky, Sergueï Kouznetsov, Alexandre Lioussy, Vadim Rabinovitch, Roustam Rakhmatoulline, Evgueny Sabourov, Igor Sid (Russie), Iouri Androukhovytch, Vladimir Yechkilev, Serhiy Jadan, Andreï Poliakov (Ukraine), Sylvia Sasse, Magdalena Marszalek, Tatiana Hofmann (Allemagne), Angelika Molk (Autriche), David Wonsbrough (Australie), Angessa Dhuga Chala (Éthiopie), Wang Jiang Chao (Chine), et d'autres auteurs.
- Il apparaît régulièrement sur les chaînes de radio et de télévision russes et étrangères en tant que «voyageur conceptuel» et expert, réfléchissant à ses mouvements géographiques et à ceux des autres, à la mythologie territoriale et aux caractéristiques des mentalités nationales.
- En 2014, avec le poète Guennady Katsov, il a composé l'anthologie poétique internationale de maintien de la paix NASHKRYM, publiée dans la maison d'édition américaine KRiK[5].
- En 2016, il a inauguré la première école russo-arabe d'un jeune traducteur à Moscou. Les co-organisateurs de l'École étaient l' Institut russe de traduction et le VGBIL.
- En 2017, la collection finale de la «Géopoétique» de Sid (essais, articles, commentaires) a été publiée aux éditions Aleteya de Saint-Pétersbourg.
- En mai 2018, à l'Institut de philosophie de l'Académie des sciences de Russie, Sid a organisé, avec le soutien de MSLU, de l'Université de Belgrade en Serbie et de l'Université de Lausanne en Suisse, la troisième Conférence internationale de Géopoétique.

### Projets africains et malgaches
- En 1991, il s'est rendu à Madagascar pour la première fois dans le cadre d'une expédition internationale complète de l'Institut de botanique de Kiev sur le navire scientifique Akademik Vernadsky de l'Institut hydrophysique marin de Sébastopol. Au cours des années 1990, il a recueilli des informations sur la Grande Île et des contacts avec ses chercheurs.
- En 2000, il a créé et dirigé le Club russe des amis de Madagascar, avec un spécialiste de la langue malgache Lyudmila Kartaсhova.
- De 2000 à aujourd'hui — Directeur, puis rédacteur en chef du portail Internet des projets africains Africana.ru.
- En 2001, est devenu le producteur de la première exposition de la collection africaine du Musée d'État des cultures orientales "Images de l'Afrique tropicale".
- En 2001, avec un rapport intitulé «L'île de Madagascar dans la culture russe» au séminaire interdisciplinaire «Lectures malaiso-indonésiennes », la Société Nusantara a ouvert des recherches sur le «phénomène de Madagascar» — la présence cachée du thème de la Grande Île dans la littérature russe [6].
- En 2001, avec l'ambassade d'Angola en fédération de Russie, organise le Festival d'art Angola-Ukraine (en Dnepropetrovsk, où la plupart des Angolais d'Ukraine étudient).
- En 2005 — rédacteur en chef du magazine des Africains russes «Mon Afrique / My Africa».
- En mai 2005 — l'organisateur de l' attribution au barde Alexandre Gorodnitsky d'un tombeau commémoratif de la communauté sénégalaise de Moscou pour la chanson «L'épouse de l'ambassadeur de France» («Au Sénégal, frères, au Sénégal...»)
- En 2005, organise l'exposition "Le paradis perdu" d' un des meilleurs artistes malgaches Christophe "Fofa" Rabearivelo au Centre d'Information de l'ONU et au salon "Classics of the 21st Century" (Moscou).
- En octobre 2005, Amadou Lamine Sall, organisateur de la participation à la Biennale Internationale de Poètes de Moscou du célèbre poète africain, fondateur de la Maison Internationale Africaine de la Poésie, vice-président du Centre PEN Sénégalais, Amadou.
- En 2006 — rédacteur en chef du magazine New Africa.
- Depuis 2006, il travaille périodiquement comme guide pour toutes les régions de la Grande Ile, agissant comme expert sur les itinéraires expéditionnaires et touristiques de Madagascar.
- 2007-2008. Exposition photo de l'auteur «Madagascar. Notes du cœur » (appelé plus tard« Madagascar. Version démo »;« Madagascar. Géopoétique de l'utopie ») se déroule dans le salon« Classics of the 21st Century »(Moscou), à l'Académie Kiev-Mohyla et à la laure Kiev-Petchersk.
- En 2009 — co-organisateur (avec Ekaterina Dais et Boly Kane) du premier festival ethno-reggae Afro Plus à Moscou.
- En 2010 — organisateur du programme culturel de la conférence parlementaire internationale et du forum des affaires Russie-Afrique.
- En 2010, il est devenu le rédacteur scientifique du premier guide touristique en langue russe à Madagascar (M.: Compass-Guide, 2010).
- En 2012, il a fait une présentation sur les ressources culturelles et touristiques de Madagascar lors de la table ronde «Potentiel et perspectives d'investissement en République de Madagascar», organisée par les Comités des marchés financiers de la Chambre de commerce et d'industrie de Moscou et l'Association des managers (Moscou, 27 juin 2012).

### Projets multimédias

#### Audiopoetry
Depuis 2007, à la suggestion du directeur de production de MediaKniga, Alexander Kuzminykh, Igor Sid a commencé, avec MediaKnig et sa filiale studio aKniga, le projet SPA (Poésie contemporaine des auteurs): un projet pionnier d'anthologie audio de la poésie russe contemporaine par l'auteur. Sur chacun des CD de l’anthologie, il existe des enregistrements de la lecture par l’auteur de 15 poètes russes contemporains, d’une durée d’environ 60 minutes chacun. Les phonogrammes sont accompagnés des mêmes textes sous forme électronique et curriculum vitae. Actuellement, il existe trois CD qui représentent la créativité, y compris, M. Ameline, A. Bitov, E. Bunimovich, A. Dragomoshtchenko, E. Fanaïlova, S. Gandlevsky, T. Kibirov, V. Krivouline, D. Kouzmine, I. Levshine, D. A. Prigov, L. Rubinstein, E. Sabourov, V. Sosnora, N. Zvyagintsev, etc.

#### Vidéo poésie
Depuis 2010, Sid travaille aussi dans le genre de la vidéo poésie (comme auteur de textes et lecteur), avec le réalisateur et multi-instrumentiste Alexei Blazhko, Kertch / Kiev (comme auteur de musique et de vidéo), et la culturologiste Ekaterina Dais, Moscou (comme producteur). Leur clip poétique La Mer des Cosmonautes a reçu le diplôme du festival littéraire australien «Antipodes» (2011), un autre clip Des nains scientifiques Karik et Valya a reçu un prix spécial du jury au festival international de média-poésie «Experiences» (Novossibirsk, 2013).

## Faits intéressants
- Au Club des écrivains de science-fiction du Dnepropetrovsk, Sid a composé, initialement seul, la «section scolaire» avec un ami d'enfance et un camarade de classe, Yan Valetov, devenu un écrivain de fiction ukrainien de langue russe bien connu.
- Dans les années post-universitaires, travaillant comme ingénieur ichtyologiste au YugNIRO (Southern Research Institute of Marine Fisheries and Oceanography, Kertch), Sid a commencé à se préparer à défendre sa thèse de doctorat sur les requins nains de l'océan Indien. Le travail n'a pas été effectué, compte tenu du départ de Sid de l'institut et, en général, de la science biologique.
- Le recueil poétique de Serhiy Jadan «L'histoire de la culture du début d'un siècle» dans les traductions de Sid (bilingue: textes originaux et traductions) a été publié à Moscou en 2003 plus tôt que le recueil original en ukrainien à Kiev.

## Déclarations
- «Je suis de plus en plus déprimé par la densité et l'obscurité de ce 21e siècle que nous attendions. Le nouveau siècle est plus multidimensionnel, et c'est son énorme, mais probablement le seul avantage. La science, y compris l'anthropologie, est toujours préoccupée par les détails, craignant de relever la tête. Pour expliquer d'où vient la lumière (le blanc ou le noir est une autre question) de divers phénomènes spirituels et mystiques, pour voir leur nature à travers le prisme de la science classique — apparemment, il n'y a aucune chance. Une nouvelle anthropologie est nécessaire — selon les mots de l'écrivain bien-aimé de ma jeunesse, "de nouvelles informations sur l'homme"» Nezavisimaya Gazeta
- «On ne partage pas l'espace. Elle est partagée avant nous, et les conflits sont souvent nés bien avant les événements réels. Et les gens, dans leur grande majorité, sont trop faibles pour s'élever au-dessus du combat et travailler pour minimiser les pertes réciproques et, idéalement, pour la compréhension et la réconciliation. Les faibles se battent.» Peremeny.ru